# Bakal Makmur
Bakal Makmur is een bestuurslaag in het regentschap Kaur van de provincie Bengkulu, Indonesië. Bakal Makmur telt 355 inwoners (volkstelling 2010).